# Club di Londra
Il Club di Londra è un gruppo informale di creditori privati internazionali, simile al Club di Parigi, in mani pubbliche. Esso non è il solo gruppo informale di creditori privati ed il suo primo incontro avvenne nel 1976 in risposta ai problemi di pagamento dello Stato africano dello Zaire.
La Russia ha acceso un debito di 21,2 miliardi di dollari con il Club nel 2004.